# Stanisław Niewinowski
Stanisław Niewinowski (w akcie urodzenia imię Władysław, ur. 14 kwietnia 1892 w Ozorkowie, zm. 11 marca 1955) – polski polityk, poseł na Sejm Ustawodawczy II RP.

## Życiorys
W latach 1911–1919 pracował w przędzalniach Ozorkowa, Częstochowy i Łodzi, zaś w 1914 jako inkasent w Powiatowej Kasie Chorych w Ozorkowie. Od lutego do maja 1914 służył w 145 pułku piechoty armii rosyjskiej. Przed I wojną światową należał do Stowarzyszenia „Wiedza” w Łodzi. Od 1915 do 1918 działał w Polskiej Organizacji Wojskowej.
W 1919 został wybrany do Sejm Ustawodawczy II RP z ramienia Narodowego Związku Robotniczego w okręgu nr 9 (Kutno). Brał udział w pracach Komisji: Aprowizacyjnej, Miejskiej, Regulaminowej i Nietykalności Poselskiej, Robót Publicznych oraz Wojskowej. Po 20 stycznia 1920 zasiadał w Narodowo-Chrześcijańskim Klubie Robotniczym. Był prezesem NZR, wiceburmistrzem (1918-1919) i wiceprzewodniczącym Rady Miejskiej w Ozorkowie. Od 1920 do 1933 był członkiem NPR.
Pełnił funkcję prezesa Rady Nadzorczej (1919-1927) i Zarządu (1928-1932) Spółdzielni Spożywców „Zorza” w Ozorkowie. Od 1925 do 1932 sprawował obowiązki dyrektora Powiatowej Kasy Chorych, w 1934 – p.o. naczelnika wydziału w Ubezpieczalni Społecznej w Kutnie. Od 1937 był sekretarzem, od 1938 do 1943 – zastępcą kierownika Sekcji Administracyjno-Gospodarczej Ubezpieczalni Społecznej w Żyrardowie. Udzielał się społecznie w PCK, Związku Peowiaków, Towarzystwie Przyjaciół Żołnierza Polskiego, Związku Zawodowym Pracowników Przemysłu Włókienniczego i Związku Zawodowym Pracowników Instytucji Ubezpieczeń Społecznych.
Od października do grudnia 1939 był więziony przez hitlerowców w Radogoszczu i Krakowie. W kwietniu 1940 został ponownie aresztowany w Żyrardowie, ale w Krakowie uciekł z transportu. Uczestniczył w działalności podziemnej w Łowiczu i Jabłonnie Lackiej. Od 1942 do 1943 prowadził skup odpadków w powiatach sochaczewskim i łowickim z ramienia RGO. W latach 1943–1945 pracował jako administrator majątku Toczyski-Czortki. Od 1946 do 1949 na mocy koncesji kierował Zbiornicą Odpadków Użytkowych w Słupsku, a od lutego do kwietnia 1949 – państwowej podzbiornicy odpadków w tym mieście. Od 1 maja 1949 pracował jako kierownik handlowy Państwowej Zbiornicy Wojewódzkiej Odpadków Użytkowych.
Zginął w wypadku samochodowym podczas podróży służbowej. Pochowany na Cmentarzu Garnizonowym w Gdańsku (kwatera 15, rząd 5, grób 24).

## Nagrody i odznaczenia
- Medal Niepodległości (1933)
- Srebrny Krzyż Zasługi (1938)
- Brązowy Medal za Długoletnią Służbę (1938)